# Мендоса, Франко
Франко Гонсало Мендоса Корнехо (исп. Franco Gónzalo Mendoza Cornejo; род. 28 мая 2007 года) — перуанский футболист, игрок клуба «Спортинг Кристал».

## Карьера
Франко является воспитанником клуба «Спортинг Кристал». В сезоне-2025 его начали привлекать к тренировкам и матчам первой команды. 6 апреля он впервые был включён в заявку клуба на матч 7-го тура чемпионата Перу против «Кахамарки», но так и не вышел на поле. Его дебют состоялся в следующем туре, состоявшемся 13 апреля: игрок вышел на замену вместо Мисаэля Сосы на 70-й минуте встречи с «Куско», закончившейся победой для «Спортинг Кристал». Свою вторую игру за родной клуб Франко сыграл 10 мая, заменив Ирвена Авилу на 79-й минуте поединка с «Аякучо», также обернувшегося для его клуба победой.